# 1968年メキシコシティーオリンピックの東ドイツ選手団
1968年メキシコシティーオリンピックの東ドイツ選手団（1968ねんメキシコシティーオリンピックのひがしドイツせんしゅだん）は、1968年10月12日から10月27日にかけてメキシコの首都メキシコシティーで開催された1968年メキシコシティーオリンピックの東ドイツ選手団、およびその競技結果。

## 概要
今大会は金メダル9個、銀メダル9個、銅メダル7個の合計25個のメダルを獲得した。

## メダル
| メダル | 選手名                         | 競技 | 種目                 |
| ------ | ------------------------------ | ---- | -------------------- |
| 金     | クリストフ・ヘーネ             | 陸上 | 男子50km競歩         |
| 金     | マルギッタ・グンメル           | 陸上 | 女子砲丸投           |
| 金     | ローラント・マッテス           | 競泳 | 男子100m背泳ぎ       |
| 金     | ローラント・マッテス           | 競泳 | 男子200m背泳ぎ       |
| 銀     | クラウス・ビヤー               | 陸上 | 男子走幅跳           |
| 銀     | ロタール・ミルデ               | 陸上 | 男子円盤投           |
| 銀     | マリタ・ランゲ                 | 陸上 | 女子砲丸投           |
| 銀     | ヘルガ・リンドナー             | 競泳 | 女子200mバタフライ   |
| 銅     | ヴォルフガング・ノルトウイック | 陸上 | 男子棒高跳           |
| 銅     | ザビーネ・シュタインバッハ     | 競泳 | 女子400m個人メドレー |